# واسن
وسنس (به فرانسوی: Vassens) یک کمون در فرانسه است که در پیکاردی واقع شده‌است.

## خصوصیات
وسنس ۹٫۸۷ کیلومترمربع مساحت و ۱۶۹ نفر جمعیت دارد و ۸۰ متر بالاتر از سطح دریا واقع شده‌است.